# 锡吉什瓦拉
锡吉什瓦拉是罗马尼亚穆列什县的一座城市，根据2011年人口普查，该地人口为28,102。

## 歷史
錫吉什瓦拉為羅馬尼亞的著名古城，其起源可以追溯到羅馬時代。12世紀，川西凡尼亞薩克遜人建造了一座名為Schäßburg的新堡壘，到1337年，錫吉什瓦拉已經成為匈牙利國王的皇家中心。隨著神聖羅馬帝國的藝術工匠來此定居，錫吉什瓦拉逐漸發展成為川西凡尼亞最重要的城市之一。德國的工藝工匠們主宰了城市經濟，並且在14至15世紀間建造了強大的防禦工事，包括近1公里長的城牆、14座塔樓及5個具有四面射擊基點的碉堡。錫吉什瓦拉也是15世紀瓦拉齊亞大公弗拉德三世的誕生地。
1999年，锡吉什瓦拉老城入选联合国教科文组织世界遗产名录。

## 名人
- 赫尔曼·奥伯特：德国物理学家
- 弗拉德三世：瓦拉幾亞大公及民族英雄，著名吸血鬼傳說「德古拉伯爵」的原型

## 友好城市
- 德国丁克尔斯比尔
- 匈牙利基什孔费莱吉哈佐
- 瑞士巴登
- 法国布卢瓦
- 意大利卡斯泰洛城